# Dolichiscus pfefferi
Dolichiscus pfefferi is een pissebed uit de familie Austrarcturellidae. De wetenschappelijke naam van de soort is voor het eerst geldig gepubliceerd in 1913 door Richardson.